# Dziśniszcze (rzeka)
Dziśniszcze – rzeka na Litwie, na Pojezierzu Brasławskim, administracyjnie w okręgu uciańskim. Ma swoje źródło w jeziorze Dzisna i uchodzi do jeziora Dziśniszcze.